# Yên Bái (thành phố)
Yên Bái trước đây là thành phố tỉnh lỵ của tỉnh Yên Bái cũ, Việt Nam. Từ 01/07/2025, thành phố chính thức kết thúc hoạt động và được tổ chức thành các phường thuộc tỉnh Lào Cai theo mô hình chính quyền địa phương 02 cấp mới.

## Địa lý
Thành phố Yên Bái nằm bên sông Hồng, cách Hà Nội 154 km về phía tây bắc, có vị trí địa lý:
- Phía đông và phía bắc giáp huyện Yên Bình
- Phía tây giáp huyện Trấn Yên
- Phía nam giáp huyện Hạ Hòa, tỉnh Phú Thọ.

Thành phố Yên Bái có diện tích 106,83 km², dân số năm 2022 là 147.172 người, mật độ dân số đạt 1.378 người/km².
Dân cư của thành phố Yên Bái mang đặc trưng của cư dân thành thị vùng cao. Những năm đầu thế kỷ XX dân cư của thị xã Yên Bái thưa thớt. Người Kinh chiếm hầu như đa số, họ tập trung ở Bách Lẫm, Giới Phiên và thị xã Yên Bái với mật độ dân số là trên 10 người/km². Tuy nhiên, khi thực dân Pháp mở tuyến đường sắt Hải Phòng - Hà Nội - Lào Cai và do chính sách tiểu đồn điền nên các luồng cư dân theo đường sông Hồng lên ngày một gia tăng, vì vậy dân số ở thị xã được tăng khá nhanh. Họ từ mạn Phú Thọ, Nam Định, Hà Nam, Hà Đông, Thái Bình lên sinh sống tại các vùng Bách Lẫm, Nam Cường. Trong dòng người nhập cư này phải kể thêm một số người từ các tỉnh miền xuôi lên đây khai thác lâm sản, buôn bán rồi ở lại luôn.
Ở vị trí nằm trên các tuyến đường giao thông huyết mạch thủy, bộ nên thành phố Yên Bái trở thành một trong những đầu mối thông thương quan trọng giữa miền ngược và miền xuôi. Đạo Phật, đạo Thiên Chúa đã thâm nhập vào đây từ rất sớm chứng tỏ đây là một vùng đất mở để đón nhận những khả năng và tiềm thức mới để thúc đẩy sinh hoạt và đời sống cộng đồng.

### Khí hậu
| Dữ liệu khí hậu của Yên Bái                                  | Dữ liệu khí hậu của Yên Bái | Dữ liệu khí hậu của Yên Bái | Dữ liệu khí hậu của Yên Bái | Dữ liệu khí hậu của Yên Bái | Dữ liệu khí hậu của Yên Bái | Dữ liệu khí hậu của Yên Bái | Dữ liệu khí hậu của Yên Bái | Dữ liệu khí hậu của Yên Bái | Dữ liệu khí hậu của Yên Bái | Dữ liệu khí hậu của Yên Bái | Dữ liệu khí hậu của Yên Bái | Dữ liệu khí hậu của Yên Bái | Dữ liệu khí hậu của Yên Bái |
| Tháng                                                        | 1                           | 2                           | 3                           | 4                           | 5                           | 6                           | 7                           | 8                           | 9                           | 10                          | 11                          | 12                          | Năm                         |
| ------------------------------------------------------------ | --------------------------- | --------------------------- | --------------------------- | --------------------------- | --------------------------- | --------------------------- | --------------------------- | --------------------------- | --------------------------- | --------------------------- | --------------------------- | --------------------------- | --------------------------- |
| Cao kỉ lục °C (°F)                                           | 29.6 (85.3)                 | 34.8 (94.6)                 | 35.5 (95.9)                 | 36.9 (98.4)                 | 40.0 (104.0)                | 39.3 (102.7)                | 39.8 (103.6)                | 39.6 (103.3)                | 37.3 (99.1)                 | 37.2 (99.0)                 | 33.1 (91.6)                 | 30.8 (87.4)                 | 40.0 (104.0)                |
| Trung bình ngày tối đa °C (°F)                               | 19.2 (66.6)                 | 19.9 (67.8)                 | 23.0 (73.4)                 | 27.0 (80.6)                 | 31.2 (88.2)                 | 32.5 (90.5)                 | 32.6 (90.7)                 | 32.5 (90.5)                 | 31.5 (88.7)                 | 28.6 (83.5)                 | 25.2 (77.4)                 | 21.7 (71.1)                 | 27.1 (80.8)                 |
| Trung bình ngày °C (°F)                                      | 15.7 (60.3)                 | 16.8 (62.2)                 | 19.7 (67.5)                 | 23.5 (74.3)                 | 26.7 (80.1)                 | 28.0 (82.4)                 | 28.1 (82.6)                 | 27.8 (82.0)                 | 26.6 (79.9)                 | 24.1 (75.4)                 | 20.6 (69.1)                 | 17.3 (63.1)                 | 22.9 (73.2)                 |
| Tối thiểu trung bình ngày °C (°F)                            | 13.6 (56.5)                 | 14.8 (58.6)                 | 17.8 (64.0)                 | 21.1 (70.0)                 | 23.7 (74.7)                 | 25.0 (77.0)                 | 25.2 (77.4)                 | 24.8 (76.6)                 | 23.6 (74.5)                 | 21.3 (70.3)                 | 17.8 (64.0)                 | 14.5 (58.1)                 | 20.3 (68.5)                 |
| Thấp kỉ lục °C (°F)                                          | 3.3 (37.9)                  | 5.1 (41.2)                  | 6.8 (44.2)                  | 11.0 (51.8)                 | 16.8 (62.2)                 | 18.6 (65.5)                 | 19.5 (67.1)                 | 18.3 (64.9)                 | 16.9 (62.4)                 | 11.3 (52.3)                 | 6.8 (44.2)                  | 2.9 (37.2)                  | 2.9 (37.2)                  |
| Lượng Giáng thủy trung bình mm (inches)                      | 33 (1.3)                    | 45 (1.8)                    | 75 (3.0)                    | 131 (5.2)                   | 219 (8.6)                   | 291 (11.5)                  | 310 (12.2)                  | 364 (14.3)                  | 283 (11.1)                  | 180 (7.1)                   | 66 (2.6)                    | 27 (1.1)                    | 2.024 (79.7)                |
| Số ngày giáng thủy trung bình                                | 14.9                        | 17.2                        | 21.2                        | 21.2                        | 16.9                        | 16.8                        | 18.8                        | 18.4                        | 14.3                        | 12.4                        | 9.4                         | 9.1                         | 190.6                       |
| Độ ẩm tương đối trung bình (%)                               | 87.5                        | 88.3                        | 89.1                        | 88.2                        | 84.4                        | 84.7                        | 85.6                        | 86.2                        | 85.3                        | 85.4                        | 84.8                        | 85.0                        | 86.2                        |
| Số giờ nắng trung bình tháng                                 | 52                          | 39                          | 44                          | 70                          | 149                         | 149                         | 168                         | 178                         | 174                         | 148                         | 121                         | 104                         | 1.397                       |
| Nguồn: Vietnam Institute for Building Science and Technology |                             |                             |                             |                             |                             |                             |                             |                             |                             |                             |                             |                             |                             |

## Hành chính
Thành phố Yên Bái có 14 đơn vị hành chính cấp xã trực thuộc, bao gồm 8 phường: Đồng Tâm, Hồng Hà, Hợp Minh, Minh Tân, Nam Cường, Nguyễn Thái Học, Yên Ninh, Yên Thịnh và 6 xã: Âu Lâu, Giới Phiên, Minh Bảo, Tân Thịnh, Tuy Lộc, Văn Phú.

## Lịch sử
Thành phố Yên Bái trong suốt chiều dài lịch sử đã trải qua nhiều lần thay đổi về địa danh và địa giới hành chính. Thời các Vua Hùng, mảnh đất này nằm trong bộ Tân Hưng, thời phong kiến Bắc thuộc nằm trong vùng đất Tượng Quận, Giao Chỉ rồi Phong Châu. Đến thế kỷ XI (thời nhà Lý) thuộc Châu Đăng. Thế kỷ XV (đời Lê Thánh Tông) nằm trong lộ Quy Hoá thuộc tỉnh Hưng Hoá. Cuối thế kỷ XVI là một làng nhỏ bé trong tổng Bách Lẫm, phủ Quy Hoá thuộc tỉnh Hưng Hoá.
Ngày 15 tháng 4 năm 1888, thực dân Pháp phân chia các địa bàn từ Thanh Hóa trở ra Bắc thành 14 quân khu. Địa bàn thành phố Yên Bái ngày nay thuộc Quân khu Yên Bái.
Sau một thời gian, toàn quyền Đông Dương Jean-Marie de Lanessan đã ra Nghị định bãi bỏ các quân khu để thiết lập các đạo quan binh hoàn toàn nằm trong chế độ quân quản. Dưới đạo quan binh là các tiểu quân khu. Ngày 9 tháng 9 năm 1891, toàn quyền Đông Dương quy định đạo lỵ quan binh Yên Bái đặt tại xóm Đồng Thị, xóm Gò Cau tại làng Yên Bái, tổng Bách Lẫm huyện Trấn Yên. Đứng đầu đạo quan binh là một viên trung tá.
Ngày 11 tháng 4 năm 1900, toàn quyền Đông Dương ra Nghị định thành lập tỉnh Yên Bái, tỉnh lỵ được đặt tại làng Yên Bái thuộc tổng Bách Lẫm, huyện Trấn Yên. Thị xã Yên Bái được hình thành là trung tâm của tỉnh nằm ở chân đồn Cao - khu vực quân sự của thực dân Pháp (phường Nguyễn Phúc ngày nay) với diện tích chưa đầy 2 km². Năm 1905, một số làng thuộc tổng Bách Lẫm được đưa vào thị xã. Thị xã Yên Bái lúc đầu chỉ là một phố thuộc phủ Trấn Yên rồi dần dần hình thành 4 khu phố nhỏ là phố Hội Bình, Yên Lạc, Yên Hòa, Yên Thái (khu vực phường Hồng Hà ngày nay).
Tháng 7 năm 1954, hòa bình lập lại ở miền Bắc, thị xã Yên Bái được tái lập và mở rộng. Ngày 7 tháng 4 năm 1956 theo Nghị định số 72/TTg của Thủ tướng Chính phủ đã quyết định tái lập thị xã Yên Bái. Đồng thời, thôn Lò Vôi thuộc xã Minh Bảo và xóm nhà thờ thuộc xã Nam Cường, huyện Trấn Yên được sáp nhập vào thị xã Yên Bái.
Ngày 27 tháng 12 năm 1975, ba tỉnh Yên Bái, Nghĩa Lộ (trừ 2 huyện Bắc Yên và Phù Yên nhập vào tỉnh Sơn La) và Lào Cai hợp nhất thành tỉnh Hoàng Liên Sơn, thị xã Lào Cai ban đầu được chọn làm tỉnh lỵ tỉnh Hoàng Liên Sơn. Năm 1978, tỉnh lỵ Hoàng Liên Sơn chuyển về thị xã Yên Bái, bao gồm 4 phường: Hồng Hà, Minh Tân, Nguyễn Thái Học và Yên Thịnh.
Ngày 16 tháng 1 năm 1979, Hội đồng Chính phủ ban hành Quyết định số 15-CP về việc phân vạch địa giới hành chính của một số xã thuộc tỉnh Hoàng Liên Sơn. Theo đó, sáp nhập các xã Tuy Lộc, Nam Cường, Tân Thịnh và Minh Bảo của huyện Trấn Yên vào thị xã Yên Bái.
Ngày 6 tháng 6 năm 1988, Hội đồng Bộ trưởng ban hành Quyết định số 101-HĐBT về việc phân vạch địa giới hành chính một số phường thuộc thành phố Yên Bái. Theo đó:
- Chia phường Hồng Hà thành 2 phường: Hồng Hà và Nguyễn Phúc
- Chia phường Nguyễn Thái Học thành 2 phường: Nguyễn Thái Học và Yên Ninh
- Chia phường Minh Tân thành 2 phường: Minh Tân và Đồng Tâm

Từ đó, thị xã Yên Bái có 7 phường và 4 xã trực thuộc.
Ngày 12 tháng 8 năm 1991, tỉnh Yên Bái được tái lập, thị xã Yên Bái trở lại là tỉnh lỵ tỉnh Yên Bái.
Năm 2001, thị xã Yên Bái được công nhận là đô thị loại III.
Ngày 11 tháng 1 năm 2002, Thủ tướng Chính phủ ra Nghị định số 05/2002/NĐ-CP về việc thành lập thành phố Yên Bái trên cơ sở toàn bộ diện tích và dân số của thị xã Yên Bái.
Ngày 4 tháng 8 năm 2008, Chính phủ ban hành Nghị định số 87/2008/NĐ-CP sáp nhập 6 xã: Văn Phú, Văn Tiến, Hợp Minh, Giới Phiên, Phúc Lộc, Âu Lâu thuộc huyện Trấn Yên vào thành phố Yên Bái.
Ngày 12 tháng 12 năm 2013, Chính phủ ban hành Nghị quyết 122/NQ-CP về việc thành lập 2 phường: Nam Cường và Hợp Minh trên cơ sở 2 xã có tên tương ứng.
Ngày 1 tháng 2 năm 2020, sáp nhập xã Phúc Lộc vào xã Giới Phiên và sáp nhập xã Văn Tiến vào xã Văn Phú.
Ngày 12 tháng 9 năm 2023, Thủ tướng Chính phủ ban hành Quyết định số 1039/QĐ-TTg công nhận thành phố Yên Bái là đô thị loại II trực thuộc tỉnh Yên Bái.
Ngày 24 tháng 10 năm 2024, Ủy ban Thường vụ Quốc hội ban hành Nghị quyết số 1239/NQ-UBTVQH15 về việc sắp xếp đơn vị hành chính cấp xã của tỉnh Yên Bái giai đoạn 2023–2025 (nghị quyết có hiệu lực từ ngày 1 tháng 12 năm 2024). Theo đó, sáp nhập phường Nguyễn Phúc trở lại phường Hồng Hà.
Thành phố Yên Bái có 8 phường và 6 xã như hiện nay.

## Giao thông
Các tuyến đường chính của thành phố Yên Bái: Âu Cơ, Lê Trực, Trần Phú, Nguyễn Tất Thành, Đinh Tiên Hoàng, Nguyễn Văn Cừ, Điện Biên, Quang Trung, Yên Ninh, Lý Thường Kiệt, Cao Thắng, Lê Chân, Thành Công, Lê Hồng Phong, Hòa Bình, Đại lộ Nguyễn Thái Học, Hoàng Hoa Thám, Trần Hưng Đạo, Hòa Bình, Nguyễn Du, Ngô Minh Loan, Kim Đồng, Trương Quyền, Nguyễn Phúc.
Các cây cầu tại thành phố Yên Bái: cầu Văn Phú, cầu Bách Lẫm, cầu Yên Bái, cầu Tuần Quán và cầu Giới Phiên.